# Мунтиђони (Олбија-Темпио)
Мунтиђони је насеље у Италији у округу Сасари, региону Сардинија.
Према процени из 2011. у насељу је живело 217 становника. Насеље се налази на надморској висини од 139 м.